# 60式裝甲運兵車
（页面存档备份，存于）
60式裝甲運兵車第二次世界大戰後開發的日本最初型裝甲運兵車，由陸上自衛隊使用。近年來也參與雲仙岳救災害和維和部隊行動。
2006年全部轉為備役。

## 概要
第二次世界大戰後美軍大量提供武器給自衛隊，逐漸擺脫戰後混亂的日本於1950年代末，裝備國產化武器的計劃開始。美軍供應的許多武器裝備不合日本人的體型、而且國內道路建設不完備，美軍供應的大軸距車輛有許多不適用問題，期待用國產化來解決。
1960年代60式自走無後座力砲和61式戰車、64式步槍等等國產武器先後服役，都是國產化武器的成果。

## 開發
本車開發構想是「讓步兵可以跟上戰車的載具」和各國裝甲車定位一樣。為了考慮使用日本道路和專守防衛原則的自衛隊戰略，所以以日本國內使用為主。
開發於1956年開始當時防衛廳找上三菱重工和小松製作所兩公司合作，提出士兵輸送用履帶式裝甲車開發案。實驗車以「試製56式裝甲車」名稱開始，小松製作所稱為「I型」、三菱重工的稱為「II型」。
翌年1957年三菱重工和小松製作所各1輛試驗車完成。各種試驗結果中小松製作所的試驗車前方部分搭載引擎的設計導致排氣管放熱的熱霧現象視線不良問題、第2次試驗車的三菱重工無此問題。之後1959年三菱重工業製作的試驗車「II型（改）」完成。小松製作所試驗車也把引擎改為車體中央左側。還變更了白朗寧M2重機槍位置和駕駛席後部兵員室通道。
翌年1960年II型（改）進行少許改良後正式以「60式裝甲運兵車」名稱服役。

## 特徵

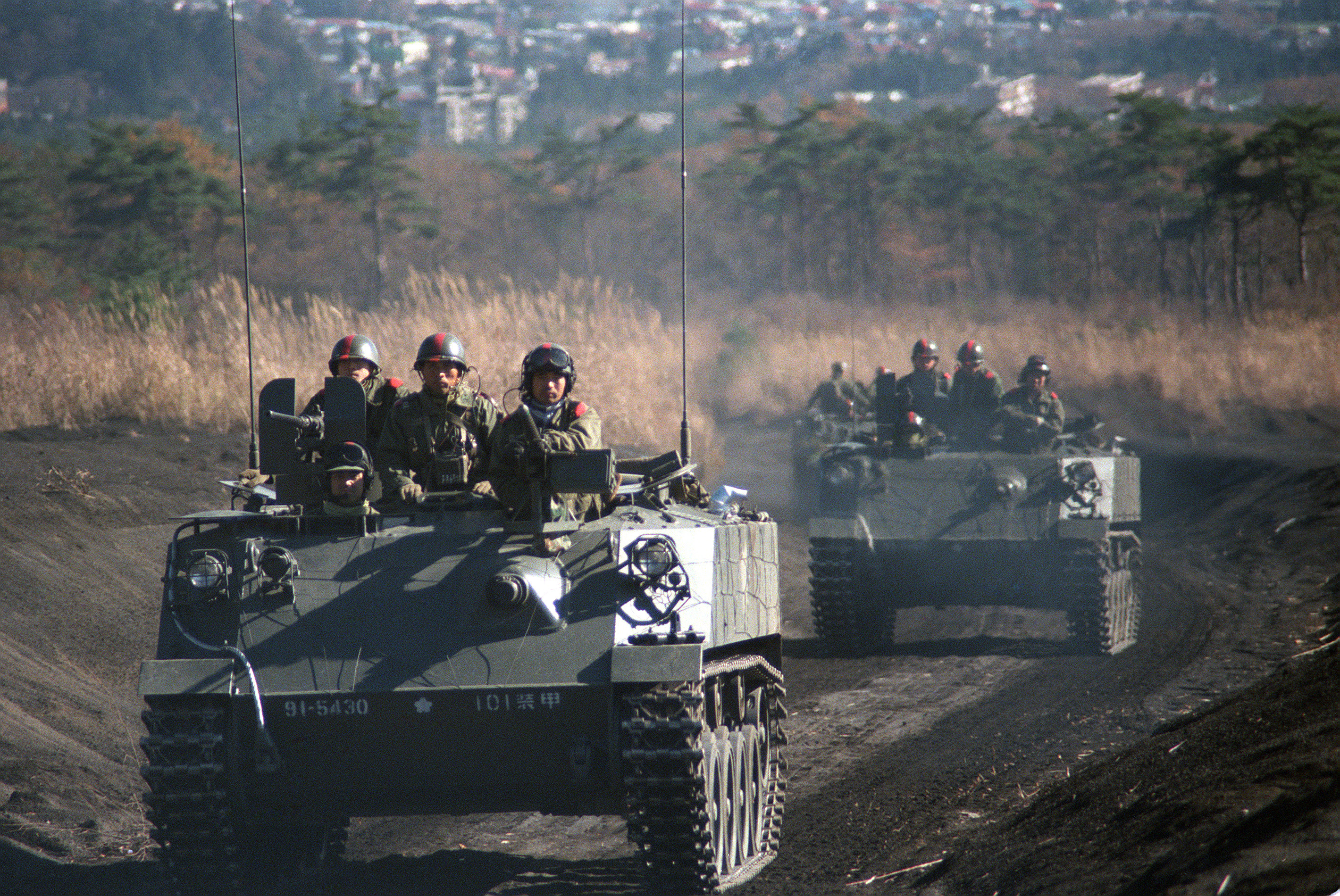
演習中的60式裝甲車
1985年11月17日

車體後方座艙可以面對面左右各座3名隊員共6名搭乘。車內配有相當多步槍射孔當時64式步槍服役前先暫時用M1加蘭德步槍專用射孔。64式步槍後89式步槍服役時也更改為相對應射孔。
車體前面有白朗寧M1919重機槍7.62mm配置槍孔，車頂上部則有白朗寧M2重機槍。車身裝甲是軋壓均質裝甲悍接構造。對於普通科隊員使用的步槍和砲彈破片都可以防護。缺點方面則是欠缺浮航渡河和核生化防護力。
60式装甲車生產到1972年度已經有428輛完成。延生型有車體後部搭載迫擊砲的60式自走81mm迫擊砲和60式自走107mm迫擊砲兩種。
1973年後繼型73式裝甲運兵車訂案服役，1996年不採用履帶型的96式裝甲運兵車也使用後本車逐步退居二線。

## 登場影視作品
- 『戰國自衛隊』 - 原作中登場。
- 『哥吉拉』

## 相關連結
- M113
- 史崔克裝甲車